# Pawłowice (gmina w guberni siedleckiej)
Pawłowice (następnie Stężyca) – dawna gmina wiejska na Lubelszczyźnie. Siedzibą władz gminy była Stężyca (województwo lubelskie).
Gmina Pawłowice z siedzibą w Stężycy była jedną z 17 gmin wiejskch powiatu garwolińskiego guberni siedleckiej. 13 stycznia 1870 do gminy przyłączono pozbawioną praw miejskich Stężycę. Gmina należała do sądu gminnego okręgu III w Maciejowicach. W skład gminy wchodziły: Brześce, Długowola, Kletnia, Młynków, Paprotnia, Paprocka-Wólka, Pawłowice, Piotrowice, Rokitno i Stężyca. Miała 6933 mórg obszaru i liczyła 4191 mieszkańców.
Gminę zniesiono podczas I wojny światowej. Odtąd figuruje już pod nazwą gmina Stężyca.